# Јан Неруда
Јан Неруда (чеш. Jan Nepomuk Neruda; Праг, 9. јул 1834 — Праг, 22. август 1891) је био чешки новинар, писац и песник, предводник генерације „мајеваца“. књижевника који су, окупљени око часописа „Мај“, промовисали чешки књижевни реализам („Малостранске приповетке“, „Арабеска“, „Железнички радници“, збирке песама „Прости мотиви“, „Космичке песме“, „Баладе и романсе“).